# Zelenți, Starokosteantîniv
Zelenți (în ucraineană Зеленці) este un sat în comuna Hubcea din raionul Starokosteantîniv, regiunea Hmelnîțkîi, Ucraina.

## Demografie
Componența lingvistică a localității Zelenți
     Ucraineană (97,8%)
     Rusă (1,93%)
Conform recensământului din 2001, majoritatea populației localității Zelenți era vorbitoare de ucraineană (97,8%), existând în minoritate și vorbitori de rusă (1,93%).